# جابا یوسلیانی
جابا یوسلیانی (گرجی: ჯაბა იოსელიანი; ۱۰ ژوئیهٔ ۱۹۲۶ – ۴ مارس ۲۰۰۳) سیاستمدار گرجی، نویسنده و رهبر گروه شبه نظامیان مْخِدریونی بود.

## زندگی و تحصیلات
یوسلیانی در خاشوری، گرجستان متولد شد و در دانشگاه لنینگراد به تحصیل رشته شرق‌شناسی پرداخت اما فارغ‌التحصیل نشد. وی در سال ۱۹۴۸ به به جرم سرقت بانک در لنینگراد ۱۷ سال در زندان شوروی به سر برد؛ که سال ۱۹۶۵ آزاد شد، بعدها به جرم قتل غیرقانونی حکم دیگری را متحمل شد. وی سرانجام به زادگاه خود گرجستان بازگشت و در انستیتوی هنرهای تئاتر گرجستان تحصیل کرد. پس از فارغ‌التحصیلی از آنجا به درجه استادی رسید. از وی تعدادی نمایشنامه به جا مانده‌است.

## حضور در قدرت
یوسلیانی در سال ۱۹۸۹ سازمان شبه نظامیان مسلح مخدریونی را با هدف شکست عناصر جدایی طلب منطقه ای و کنترل مناطق وسیعی از آبخازیا و اوستیای جنوبی تأسیس کرد. در فوریه ۱۹۹۱، سازمان وی توسط رئیس‌جمهور زویاد گامساخوردیا غیرقانونی اعلام شد و وی به همراه سایر اعضای مخدریونی زندانی شد.
یوسلیانی در دسامبر سال ۱۹۹۱، از زندان فرار کرد و با کمک شورشیان گارد ملی گرجستان و همچنین نیروهای مخدریونی کودتای خشونت‌آمیزی علیه رئیس‌جمهور زویاد گامساخوردیا انجام داد که سرانجام منجر به برکناری گامساخوردیا از ریاست جمهوری در ژانویه ۱۹۹۲ شد. یوسلیانی یکی از سه رهبر " شورای نظامی " بود که از ژانویه تا مارس ۱۹۹۲ بر گرجستان حکومت می‌کرد. وی بعدها به یکی از قدرتمندترین افراد گرجستان مبدل شد. دفتر وی در ساختمان مجلس گرجستان دقیقاً یک طبقه بالاتر از دفتر شواردنادزه قرار داشت و هرجایی که می‌رفت دائماً با محافظان مسلح و طرفدارانش ساپورت می‌شد.
در اوت و سپتامبر ۱۹۹۳ یوسلیانی درگیری‌های فاجعه باری برای اعمال حاکمیت گرجستان بر استان جدایی طلب آبخازیا داشت که سرانجام دولت و نیروهای مخدریونی را با شکست سنگینی روبه رو کرد. با وجود این در سپتامبر سال ۱۹۹۳ وی به ریاست کمیته موقت وضعیت اضطراری منصوب شد. تصدی این پست قدرت تقریباً نامحدودی به وی برای بازداشت افراد داد. وی با استفاده از موقعیت خود رژیمی شدیداً سرکوبگر ایجاد کرد که مورد انتقاد گسترده سازمان‌های بین‌المللی حقوق بشر قرار گرفت. وی حامیان گامساخوردیا را به ویژه در منطقه سامگرلو در غرب گرجستان سرکوب کرد. یوسلیانی و نیروهایش به انجام تعدادی از اعدام‌های بدون محاکمه متهم شدند. همچنین ادعاهای گسترده‌ای مبنی بر اینکه یوسلیانی و هوادارانش به‌طور سیستماتیک از مشاغل و افراد در مناطق تحت کنترل خود «مالیات» می‌گرفتند، وجود داشت.

### ترور ادوارد شواردنادزه
درتاریخ ۲۹ اوت ۱۹۹۵ ائتلاف جنایتکاران از جمله یوسلیانی اقدام به ترور ادوارد شواردنادزه رئیس‌جمهور سابق گرجستان کردند. شواردنادزه ار این ترور جان سالم به در برد. یوسلیانی در نوامبر ۱۹۹۸ بازداشت شد و به مدت سه سال در انتظار محاکمه بود. سرانجام یوسلیانی به جرم راهزنی، ترور و توطئه برای قتل شواردنادزه به ۱۱ سال زندان محکوم شد. وی این اتهامات را رد کرد و سرانجام در بهار سال ۲۰۰۰ مورد عفو عمومی قرارگرفت و آزاد شد.

### فعالیت‌ها
- رئیس افتخاری سپاه نجات (۱۹۸۹–۱۹۹۵)
- رئیس کمیته موقت وضعیت اضطراری (۱۹۹۳–۱۹۹۴)
- نماینده مجلس گرجستان (۱۹۹۲–۱۹۹۵)
- عضو شورای نظامی گرجستان (۱۹۹۲-۱۹۹۲)[۲]

## مرگ
وی در ۲۶ فوریه ۲۰۰۳ دچار حمله قلبی شد و یک هفته بعد در بیمارستان تفلیس درگذشت. وی در پانتئون دیدوبه تفلیس به خاک سپرده شده‌است.